# Antonín Javůrek
Antonín Javůrek (13. června 1834 Vojnův Městec — 15. října 1887 Brno) byl český právník a hudební skladatel. Dlouhodobě působil jako advokát na Moravě (Místek, Slavkov u Brna, Napajedla, Brno). Psal písně a komické operety, působil jako sbormistr Besedy brněnské.

## Život
Narodil se 13. června 1834 ve Vojnově Městci jako syn učitele. Studoval na gymnáziu v Mikulově a absolvoval právnickou fakultu Vídeňské univerzity. Nejprve pracoval jako aktuár u soudů v Dolním Rakousku, poté přijal místo jako advokátní koncipient u dr. Lachnita v Brně. Roku 1867 si otevřel vlastní advokátní kancelář v Místku, odkud se r. 1878 přestěhoval do Slavkova. Kvůli dlouhodobému plicnímu a srdečnímu onemocnění, se kterým se léčil v Luhačovicích a Gleichenbergu, se pak odstěhoval do Brna; krátce působil i v Napajedlích. Roku 1886 se pro nemoc vzdal advokacie. Zemřel 15. ledna 1887 v Brně.
Účastnil se kulturního života. Usiloval o rozvoj českého jazyka a hudby. Po smrti Pavla Křížkovského působil určitou dobu jako sbormistr brněnského filharmonického spolku Beseda. Zčásti spolupracoval s bratrem Norbertem, který byl rovněž skladatelem.
Roku 1866 se oženil s Klotildou Hlávkovou, dcerou brněnského vlasteneckého továrníka Jana Hlávky. Měli spolu dva syny a jednu dceru.

## Dílo
Javůrek byl známý jako hudební skladatel, zejména příležitostných a humorných písní a operet. K jeho dílům patří:
- Jaro, to švarné pachole — mužský sbor k oslavě 20 let brněnské Besedy[4]
- Impromptu — k prvnímu zasedání zemských poslanců r. 1867[4]
- Skřivánek — sborová píseň[4]
- Dokonáno, shasnul jasný svit — pohřební píseň na památku F. J. Kubíčka[4]
- Aj prapor nad hlavami — slavnostní sbor ke svěcení praporu spolku Moravan v Kroměříži[4]
- Klepny, žertovná scéna[5]
- Mistr Kaňhal v nesnázích, čili, Zkažený koncert (tragi-komická opereta, spoluautor: Josef Illner)[5]
- Prodaný nos, opereta (text: Fr. Višňák, ředitel gymnázia v Kroměříži)[4]
- Chramstes, opera, poslední skladba[4]